# Simone Arrigoni
Simone Arrigoni, conte di Valsassina (Milano, 1463 – 1507), è stato un politico italiano.

## Biografia
Già consigliere di Ludovico Sforza, fu nominato nel 1499 governatore di Lecco da Luigi XII di Francia, reduce dalla cattura di Sforza.
Nel 1504 tentò di affrancarsi e diventare indipendente, fu catturato e giustiziato nel 1507, all'età di 44 anni.